# Lotus 95T
Lotus 95T je Lotusov dirkalnik Formule 1, ki je bil v uporabi v sezoni 1984. Zasnoval ga je Gérard Ducarouge in je bil prvi popolnoma nov Lotusov model po dirkalniku Lotus 88. Oznaka T na koncu imena označuje turbo motor, kajti dirkalnik je poganjal Renaultov turbo V6 motor. 
Dirkalnik je bil razmeroma uspešen, saj se je Elio de Angelis na več dirkah lahko boril za zmago. Te mu sicer ni uspelo doseči, je pa dosegel štiri uvrstitve na stopničke, dva najboljša štartna položaja in tretje mesto v dirkaškem prvenstvu. Nigel Mansell je bil v zadnjem delu dirke za Veliko nagrado Monaka v zelo dobrem položaju, toda odstopil je zaradi lastne napake. Je pa uspel doseči tri uvrstitve na stopničke in svoji prvi najboljši štartni položaj v karieri. Sezono je Lotus končal na tretjem prvenstvu v konstruktorskem prvenstvu. 95T je pomagal Lotus ponovno vzpostaviti kot enega boljših moštev v Formuli 1, zamenjal ga je Lotus 97T za sezono 1985.